# Костинский сельский округ (Московская область)
Костинский сельский округ — упразднённая административно-территориальная единица, существовавшая на территории Дмитровского района Московской области в 1994—2006 годах.
Костинский сельсовет был образован в первые годы советской власти. По данным 1918 года он входил в состав Дмитровской волости Дмитровского уезда Московской губернии.
В 1923 году к Костинскому с/с был присоединён Больше-Прокошевский с/с.
В 1926 году Костинский с/с включал село Костино и деревню Большое Прокошево, а также Костинскую лечебницу.
В 1929 году Костинский с/с был отнесён к Дмитровскому району Московского округа Московской области.
17 июля 1939 года к Костинскому с/с были присоединены селения Горки, Лавровки и Труневки упразднённого Лавровского с/с.
9 мая 1952 года из Ассауровского с/с в Костинский были переданы селения Сергейково и Трощейково.
14 июня 1954 года к Костинскому с/с был присоединён Фёдоровский с/с.
1 февраля 1963 года Дмитровский район был упразднён и Костинский с/с вошёл в Дмитровский сельский район. 11 января 1965 года Костинский с/с был возвращён в восстановленный Дмитровский район.
3 февраля 1994 года Костинский с/с был преобразован в Костинский сельский округ.
В ходе муниципальной реформы 2004—2005 годов Костинский сельский округ прекратил своё существование как муниципальная единица. При этом все его населённые пункты были переданы в сельское поселение Костинское.
29 ноября 2006 года Костинский сельский округ исключён из учётных данных административно-территориальных и территориальных единиц Московской области.